# Trivoditsi
Trivoditsi (bulgariska: Триводици) är ett distrikt i Bulgarien.   Det ligger i kommunen obsjtina Stambolijski och regionen Plovdiv, i den centrala delen av landet, 110 km sydost om huvudstaden Sofia.
Trakten runt Trivoditsi består till största delen av jordbruksmark. Runt Trivoditsi är det ganska tätbefolkat, med 90 invånare per kvadratkilometer.